# Les Premiers, les Derniers
Pour plus de détails, voir Fiche technique et Distribution.
Les Premiers, les Derniers est une comédie dramatique belge écrite, réalisée et interprétée par Bouli Lanners et sortie en 2016.

## Synopsis
Deux chasseurs de primes sont engagés pour retrouver un téléphone mobile appartenant à une personne très influente.

## Fiche technique
- Réalisation et scénario : Bouli Lanners
- Directeur de la photographie : Jean-Paul de Zaetijd
- Décors : Paul Rouschop
- Effets spéciaux numériques : Mikros Image
- Producteur : Jacques-Henri Bronckart
- Société de production : Versus Production, Cinémage 10
- Société de distribution : Wild Bunch Distribution
- Genre : Comédie dramatique
- Bande originale : Pascal Humbert
- Date de sortie : 27 janvier 2016
- Box-office France : 99 498 entrées

## Distribution
- Bouli Lanners[1] : Gilou
- Albert Dupontel : Cochise
- Suzanne Clément : Clara
- David Murgia : Willy
- Aurore Broutin : Esther
- Philippe Rebbot : Jésus
- Michael Lonsdale : le patron de l'hôtel
- Max von Sydow : le croque-mort
- Serge Riaboukine : le chef
- Lionel Abelanski : le gardien de l'entrepôt
- Virgile Bramly : le teigneux
- Dominique Bettenfeld : le propriétaire du téléphone
- Fabrice Adde : le type au bar
- Pascale Wouters : la barmaid
- Sybille Blouin : la femme de ménage
- Loredana Flori : la femme de ménage 2
- Tijmen Govaerts : le jeune chasseur
- Salomé Dewaels : Camille
- Olivier Sallé : le plus âgé des chasseurs
- Renaud Rutten : le commanditaire
- Didier Toupy : l'homme nu sur la vidéo

## Projet et réalisation

### Tournage
Le film a été tourné en partie le long de la voie d'essai de l'aérotrain d'Orléans, ainsi qu'à Barmainville et Toury, dans le département d'Eure-et-Loir.
La scène du croque-mort (Max von Sydow) a été tournée dans l'ancienne gare de triage de Montzen-Gare (50°43'09.3"N 5°57'34.6"E) qui est située dans la région natale de Bouli Lanners (Commune de Plombières, Province de Liège, Belgique). Cet ancien bâtiment de la SNCB est aujourd'hui laissé à l'abandon.

### Musiques
La musique originale est composée et interprétée par Pascal Humbert. Les musiques ou chansons du film sont :
- One bear with me et End of the water line et Fugue, interprétées par Lilium
- Singing grass, interprétée par Wovenhand
- Keep on et Cheap killers boogie, interprétées par Cheap Killers
- The Reindeer interprétée par Limousine
- A Beautiful life interprétée par Max von Sydow
- Maybe I, écrite, composée et interprétée par Bertrand Cantat
- Beneath the rose, écrite, composée et interprétée par Micah P. Hinson

## Prix et distinctions

### Récompenses
- 2016 : Label Europa Cinemas à la Berlinale 2016[4],[5]
- 2016 : Prix du jury œcuménique de la Berlinale[4]
- Festival Polar de Cognac 2016 : POLAR du meilleur long métrage francophone de cinéma
- Festival du film de Cabourg 2016 : Swann d'or du meilleur réalisateur

- Magritte du cinéma 2017 :
  - Magritte du meilleur film
  - Magritte du meilleur réalisateur pour Bouli Lanners
  - Magritte du meilleur acteur dans un second rôle pour David Murgia
  - Magritte des meilleurs décors pour Paul Rouschop
  - Magritte des meilleurs costumes pour Élise Ancion

### Nominations
- Magritte du cinéma 2017 :
  - Nomination au Magritte du meilleur scénario original ou adaptation
  - Nomination au Magritte du meilleur acteur pour Bouli Lanners
  - Nomination au Magritte de la meilleure image pour Jean-Paul De Zaeytijd